# Исповедь наёмного убийцы
«Исповедь наёмного убийцы» (англ. Confessions of a Hitman) — американский кинофильм 1994 года режиссёра Ларри Лихи, снятый в жанре криминальной драмы. В главных ролях Джеймс Ремар и Майкл Райт.

## Сюжет
Бруно Серрано, бывший наёмный убийца, решил покончить с кровавым прошлым. Кроме того недавно в Лас-Вегасе был убит его отец. Сам Бруно болен серьёзной болезнью. В убийстве отца замешан дядя Бруно — Дино и другие бандиты. Бруно хочет отомстить им, но он не хочет убивать. Его месть будет более изощрённой.
Он похищает у дяди большую сумму денег и хочет сбежать на Таити. По мере следования он делает различные телефонные звонки, признаваясь в предыдущих грехах и прося прощения. Но дела идут не совсем как надо, и Бруно оказывается в Лас-Вегасе в аэропорту. И кроме того его преследуют люди дяди и сопровождает загадочный лимузин с чёрным водителем Чарли, и на дороге постоянно встречается блондинка Карина.

## В ролях
- Джеймс Ремар — Бруно Серрано
- Майкл Райт — Чарли
- Эмили Лонгстрет — Карина
- Эл Израэл — Френк
- Дик Бакалян — дядя Дино
- Ричард Карузо — отец Бруно
- Маркус Демиан — Спинелли
- Джеймс Стажкьел — Хэтч
- Тед Мэрклэнд — Микки